# Yad

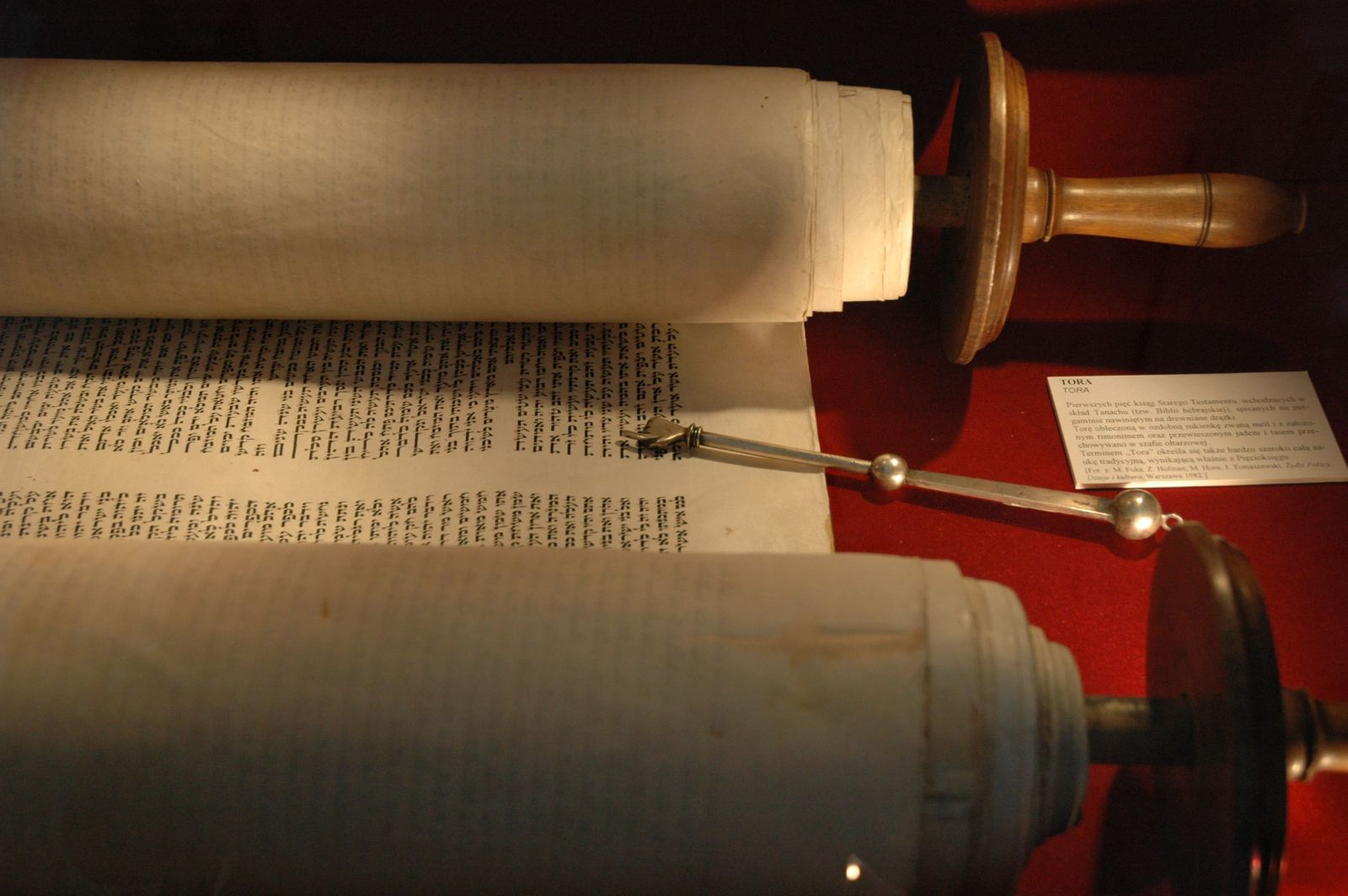
Yad sendo utilizado para leitura da Sefer Torá.

Yad ou iad (em hebraico: יד), literalmente "mão", é um apontador ou ponteiro ritual judaico utilizado no acompanhamento do texto sagrado em pergaminho durante a leitura da Sefer Torá. Popularmente conhecido como mão da leitura ou ponteiro da Torá.

## Razões de utilização
O apontador é utilizado em razão da proibição religiosa de se tocar a Sefer Torá. Além disso, o yad garante que o pergaminho, muito frágil, não seja danificado. O velino, um tipo fino de pergaminho feito de peles delicadas de bezerros e cordeiros, não retém tinta facilmente e até mesmo um leve toque com os dedos pode danificar as letras manuscritas. Possui também a finalidade prática de indicar separadamente cada palavra do texto para que nenhuma delas seja esquecida por descuido.

## Manufatura

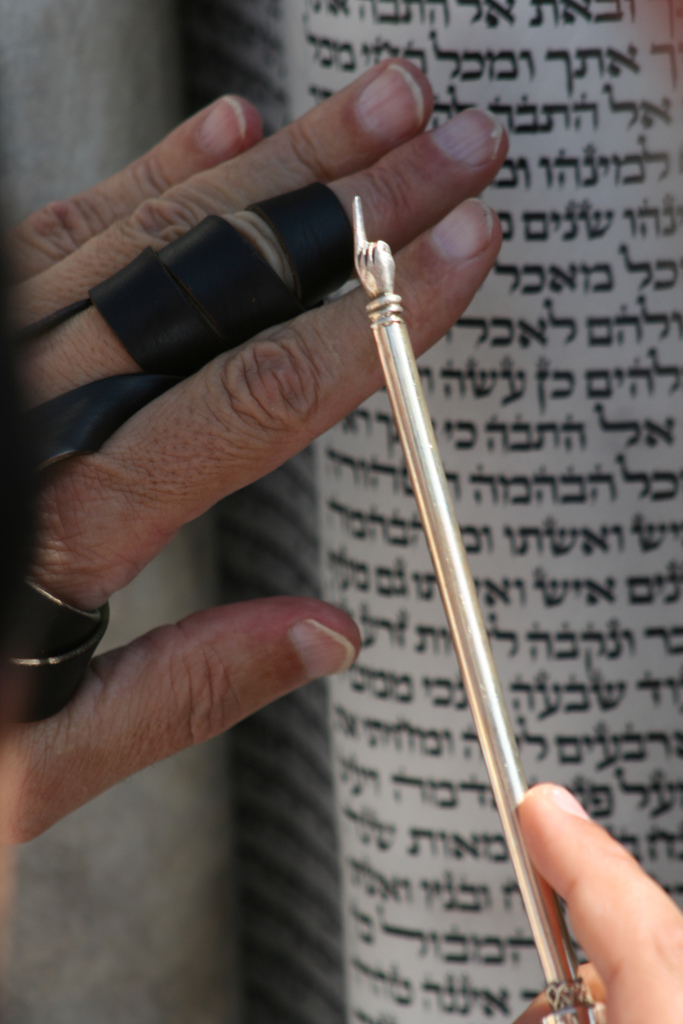
Leitor usando yad e tefilin.

Pode ser confeccionado a partir de diversos materiais, sendo a prata o mais comum, sendo especialmente utilizada na manufatura da pequena coroa de adorno na maioria dos yads. Possui normalmente a forma de uma haste longa, terminada em uma pequena mão fechada com o seu dedo indicador apontado. Em alguns casos, um yad também pode ser revestido com tecidos. Geralmente vem acompanhado de uma corrente de prata e pode ser incrustado com pedras semipreciosas, mas em geral é simples e liso, sem qualquer decoração. Mede entre 20 a 25 cm de comprimento.

## Chidur mitzvah
Apesar de não ser uma exigência para a recitação da Sefer Torá, é utilizado com frequência, sendo considerado como chidur mitzvah, ou seja, um aperfeiçoamento do mandamento da leitura sagrada.